# Chrysomeloidea
Chrysomeloidea é uma superfamília de coleópteros, da infraordem Cucujiformia.

## Taxonomia
- Ordem Coleoptera
  - Subordem Polyphaga
    - Infraordem Cucujiformia
      - Superfamília Chrysomeloidea
        - Família Oxypeltidae
        - Família Vesperidae
        - Família Disteniidae
        - Família Cerambycidae
        - Família Megalopodidae
        - Família Orsodacnidae
        - Família Chrysomelidae